# Una donna di seconda mano
Una donna di seconda mano è un film del 1977 diretto da Pino Tosini.

## Trama
Il giovane Luca è cresciuto con lo zio Augusto, proprietario d'un negozio di scarpe. Questi, deciso a "iniziare" sessualmente l'impacciato nipote, lo porta in una casa chiusa di Firenze e lo getta tra le braccia della stupenda prostituta Nerina, della quale Luca s'innamora perdutamente.

## Produzione
Il film è stato prodotto dalla Boxer Films. Le scene sono state girate completamente in Italia, e più precisamente a Lodi (Lombardia) e Venezia (Veneto).

## Distribuzione
La pellicola è stata distribuita in Italia dalla DomoVideo, Indipendenti Regionali. In Spagna il film è stato distribuito con il nome di Una mujer de segunda mano, mentre nel resto del mondo con A Second Hand Lady.